# Адриана фон Насау-Диленбург
Адриана фон Насау-Диленбург (на немски: Adriana von Nassau-Dillenburg; * 7 февруари 1449; † 15 януари 1477) е чрез женитба графиня на Ханау-Мюнценберг.

## Произход
Тя е дъщеря на граф Йохан IV фон Насау-Диленбург (1410 – 1475) и графиня Мария от Лоон-Хайнсберг (1424 – 1502).

## Фамилия
Адриана се омъжва на 12 септември 1468 г. за граф Филип I фон Ханау-Мюнценберг (1449 – 1500). Двамата имат децата:
- дъщеря (* 4 април 1469), умира малко след раждането
- Адриана фон Ханау (1470 – 1524), омъжена 1490 г. за граф Филип фон Солмс-Лих (1468 – 1544)
- Маргарета (1471 – 1503), монахиня
- Райнхард IV (1473 – 1512)
- Анна (* 15 март 1474; † 21 март 1475)
- Мария (* 4 март 1475; † 18 май 1476)